# 益州郡
益州郡（えきしゅう-ぐん）は、中国にかつて存在した郡。漢代から晋代にかけて、現在の雲南省に設置された。

## 概要
紀元前109年（元封2年）、益州郡が立てられた。郡治は滇池に置かれた。前漢の益州郡は益州に属し、滇池・双柏・同労・同瀬・連然・兪元・牧靡・穀昌・秦臧・邪龍・味・昆沢・葉楡・律高・不韋・雲南・巂唐・弄棟・比蘇・賁古・毋棳・勝休・建伶・来唯の24県を管轄した。王莽のとき、就新郡と改称された。
後漢が建国されると、益州郡の称にもどされた。益州郡は滇池・勝休・兪元・律高・賁古・毋棳・建伶・穀昌・牧靡・味・昆沢・同瀬・同労・双柏・連然・弄棟・秦臧の17県を管轄した。
225年（建興3年）、三国時代の蜀漢の諸葛亮が益州郡を建寧郡と改め、建寧郡と永昌郡を分割して雲南郡を立て、建寧郡と牂牁郡を分割して興古郡を立てた。
303年（太安2年）、晋が建寧郡の西部7県に益州郡を置いた。308年（永嘉2年）、益州郡は晋寧郡と改められ、益州郡の呼称は姿を消した。